# Temelucha hilux
Temelucha hilux är en stekelart som beskrevs av Ian D. Gauld 2000. Temelucha hilux ingår i släktet Temelucha och familjen brokparasitsteklar. Inga underarter finns listade i Catalogue of Life.